# Nogent-lès-Montbard
Nogent-lès-Montbard település Franciaországban, Côte-d’Or megyében. Lakosainak száma 153 fő (2022. január 1.). Nogent-lès-Montbard Marmagne, Courcelles-lès-Montbard, Fain-lès-Montbard, Montbard és Montigny-Montfort községekkel határos.

## Népesség
A település népességének változása:
| Lakosok száma | 214  | 189  | 175  | 147  | 157  | 156  | 155  | 153  | 153  | 153  |
|               | 1968 | 1982 | 1990 | 2006 | 2013 | 2015 | 2017 | 2019 | 2020 | 2022 |